# Márta Rudas

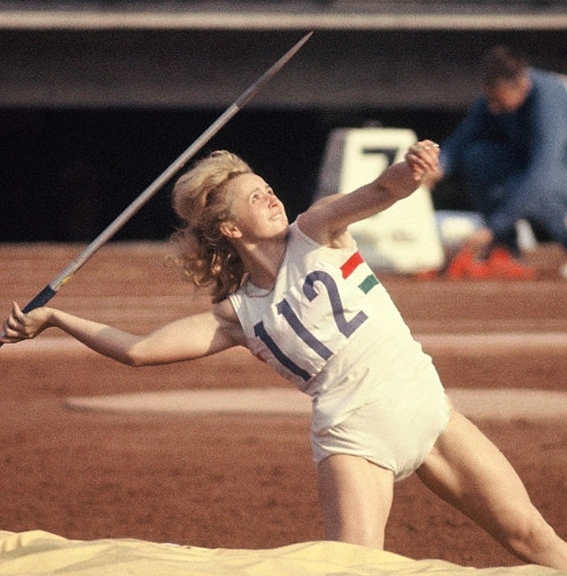
Márta Rudas (1964)

Márta Rudas (* 14. Februar 1937 in Debrecen als Márta Antal; † 6. Juni 2017 in Budapest) war eine ungarische Leichtathletin, die im Speerwurf international erfolgreich war.
Rudas wurde bei den Olympischen Spielen 1960 in Rom Neunte und bei den Leichtathletik-Europameisterschaften 1962 in Belgrad Fünfte. Ihren bedeutendsten internationalen Erfolg feierte sie bei den Olympischen Spielen 1964 in Tokio, als sie hinter der Rumänin Mihaela Peneș die Silbermedaille gewann und dabei unter anderem die Weltrekordhalterin Jelena Gortschakowa und die Titelverteidigerin Elvīra Ozoliņa aus der Sowjetunion hinter sich ließ.
Bei den Leichtathletik-Europameisterschaften 1966 in Budapest belegte Rudas den sechsten Platz, bei den Olympischen Spielen 1968 in Mexiko-Stadt den vierten und bei den Leichtathletik-Europameisterschaften 1971 in Helsinki den achten. Daneben wurde die 1,64 m große und 66 kg schwere Athletin mehrfach Ungarische Meisterin.
Ihr Ehemann war der im Februar 2016 verstorbene ungarische Fußballnationalspieler Ferenc Rudas.